# تایریس فرانسوا
تایریس فرانسوا (انگلیسی: Tyrese Francois؛ زادهٔ ۱۶ ژوئیهٔ ۲۰۰۰) بازیکن فوتبال اهل استرالیا است.
از باشگاه‌هایی که در آن بازی کرده‌است می‌توان به باشگاه فوتبال فولام اشاره کرد.
وی همچنین در تیم ملی فوتبال زیر ۲۳ سال استرالیا بازی کرده‌است.